# Robert Feke

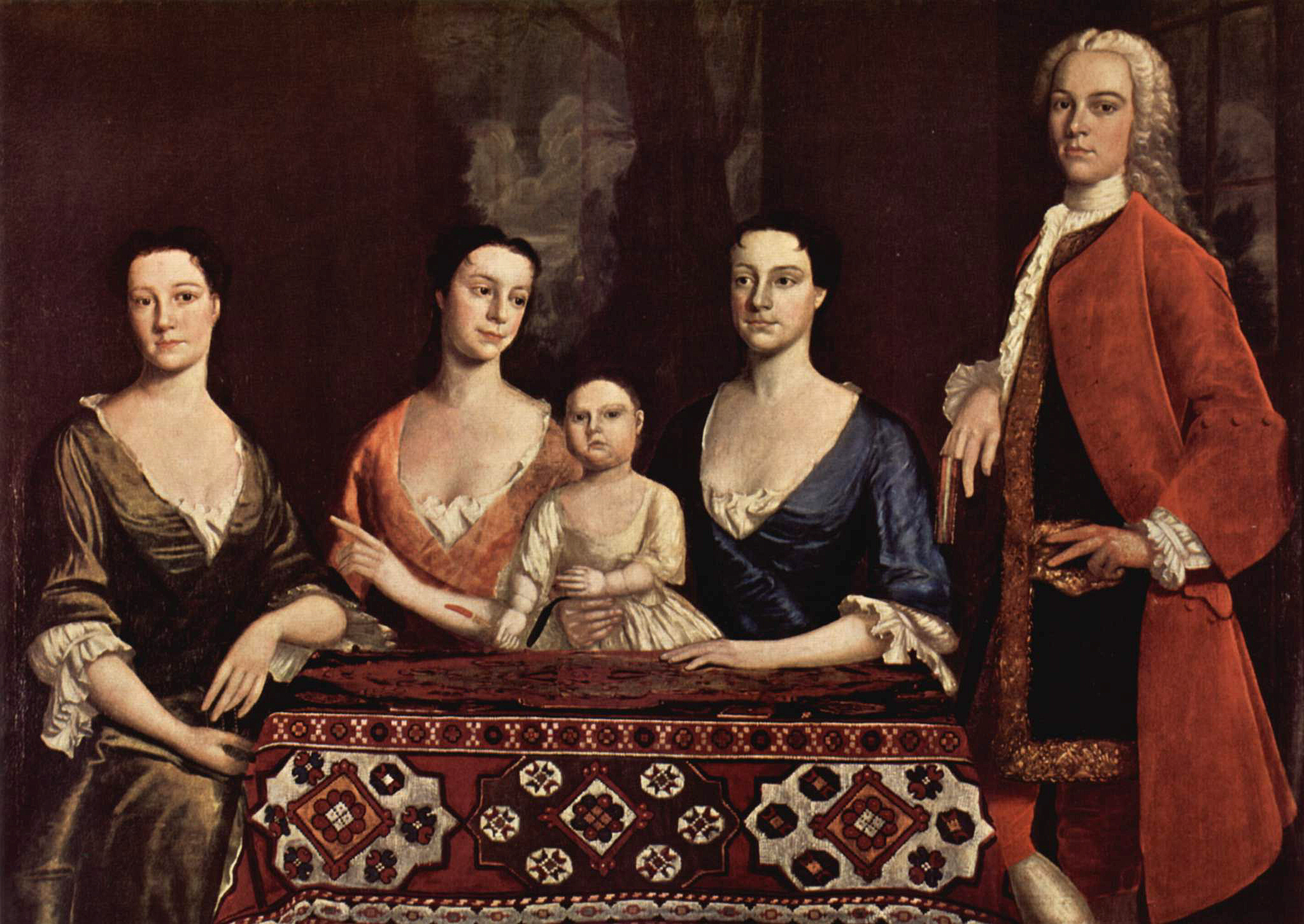
Familienporträt des Isaac Royall (1741)

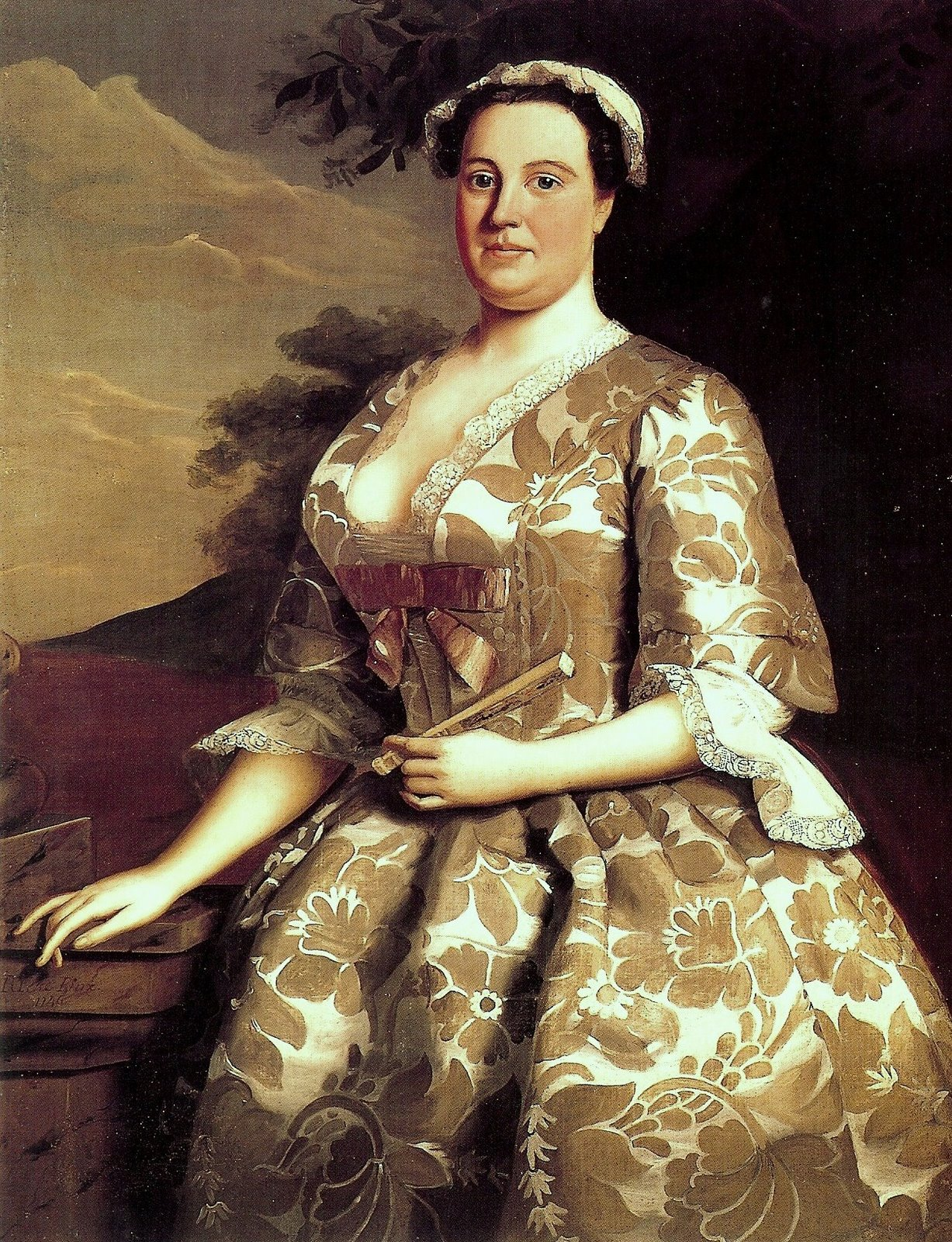
Mrs Charles Willing (1746)

Robert Feke (* um 1705 in Oyster Bay, Long Island; † 1750) war ein bedeutender nordamerikanischer Maler der ersten Hälfte des 18. Jahrhunderts. 
Über das Leben von Robert Feke ist nur wenig bekannt. Der amerikanische Maler holländischer Abstammung wurde als Gefangener nach Spanien gebracht, wo er die Malerei erlernte. Er war in New York und Newport tätig, bevor er  1746 nach Philadelphia ging.
Von ihm stammen aussagekräftige Gruppenbildnisse aus der Gründerzeit der Vereinigten Staaten. Er schuf im Jahr 1749 das erste bekannte Selbstporträt in der Malerei Nordamerikas. Obwohl seine Werke steif wirken, besitzen sie eine vornehme Würde. Seine Bildnisse sind unter anderem in der Redwood Library in Newport und im Bowdoin College in Brunswick ausgestellt.